# Интернационален войнишки батальон
Интернационален войнишки батальон е партизанско формирование, създадено от дезертирали български военнослужещи, избягали от плен военнослужещи от Червената армия и югославски партизани. Преминава на страната на комунистическата партизанска Югославска народна освободителна армия през 1944 г.
Интернационалният войнишки батальон е създаден на 15 април 1944 г. в планината Голия, западно от град Кралево, над манастира Студеница, под ръководството на представителя на ЦК на БРП (к) - Щерьо Атанасов.
Формира се от група дезертирали от българската армия военнослужещи на територията на Недичова Сърбия, окупирана от Вермахта, общо на брой около 60 души. Към батальона се присъединяват партизани от почти всички националности в бивша Югославия и избягали от плен военнослужещи от Червената армия. Скоро броя на хората в батальона нараства до 200 души. Наречен е „Интернационален войнишки батальон“, оперативно е подчинен на ЮНОА. Командир на батальона е Стефан Калъпчиев, сменен е от Боян Михнев; политкомисар е Стойчо Гичев.
Батальонът си пробива път с бой до територия на Черна гора, контролирана от партизаните на ЮНОА. След диверсионна акция по опожаряване складовете на Вермахта край гр. Плав, на 18 август 1944 г. югославските партизани се отделят от формированието. Според други източници това става при освобождаването на град Куршумлия на 14 август. Българските партизани се насочват към Поморавието и Царство България. Наречени са „Войнишки батальон“ и е оперативно подчинен на т.нар. Народоосвободителна въстаническа армия (НОВА).
В края на август 1944 г. се свързва при Църна Трава с партизани от Трънския партизански отряд. Включен е в състава на Софийската народоосвободителна дивизия.